# Телятицькі (герб)
Телатицькі або Телятицькі (пол.: Telatycki) - шляхетський герб, яким користувались в Польщі та Україні часів Речі Посполитої. 
Варіант герба Билина.

## Опис
Опис, відповідно до класичних правил блазонування:
У блакитному полі геральдичного щита розташовані три срібні підковами, дві над однією, кінцями донизу. 
Нашоломник: над увінчаним (золотою короною) шоломом розташовані три страусових пера. В іншій версії - озброєна рука, яка піднімає меч.
Намет: ймовірно, блакитний, підкладений сріблом.
Походження цього варіанту герба невідоме.

## Роди
Левуш, Левуша, Телатицькі, Телятиські, Телятицькі.